# Dominatet
Dominatet (ca. 284 – 476), undertiden også kendt som det sene Romerske Kejserrige, var den sidste af de to faser af det Romerske Kejserige. Den første fase var principatet og dominatet var den "despotiske" senere regeringsperiode. Indtil Kejserriget blev genforenet i 313, er denne fase ofte kaldet tetrarkiet.
Dominatet ses som at have begyndt med Kejser Diocletian i 284 efter krisen i det tredje århundrede (235-284) og sluttede med det Vestromerske riges sammenbrud i 476, med regeringen af Justinian I (527-565) eller med Herakleios (610-641). I den østlige del af Kejserriget, og især fra det tidspunkt, Justinian I, udviklede dominatet sig til autokratisk despotisme.
Udtrykket "Dominatet" stammer fra latin: dominus, dansk: ~ herre. Tiltaleformen, der allerede anvendtes af slaverne til deres ejere og herrer, blev ind imellem brugt om kejsere af det julisk-claudiske dynasti (den første dynasti). Specielt Tiberius siges at have set det som overdreven lefleri. Men det var almindeligt under Diocletian, hvilket derfor var et logisk valg som navnet for den første regent af det "tidlige" dominat siden han opgav den tidligere titel Imperator Cæsar for den nye titel Dominus Noster.